# SPG20
SPG20‏ (Spastic paraplegia 20 isoform 1) هوَ بروتين يُشَفر بواسطة جين SPG20 في الإنسان.
يُشفِّر هذا الجين بروتينًا يحتوي على مجال جزيء تفاعل ونقل الأنابيب الدقيقة (MIT). قد يشارك هذا البروتين في نقل الجسيمات الداخلية، أو ديناميكيات الأنابيب الدقيقة، أو في كليهما. ارتبط فقدان سبارتين بخلل في الميتوكوندريا، وضعف نشاط المركب الأول، وتغير في أيض البيروفات. تُسبِّب طفرات انزياح الإطار المرتبطة بهذا الجين الشلل التشنجي الجسدي المتنحي 20 (متلازمة تروير). تُعد متلازمة تروير (SPG20) نوعًا معقدًا من الشلل التشنجي الوراثي (HSPs). يُعد الشلل التشنجي الجسدي فئة من الاضطرابات العصبية التي تتميز بالتقبض وضعف العضلات في الأطراف السفلية.

## الخلفية
تم وضع الوصف الأصلي لهذه الطفرة الجينية والأعراض المرتبطة بها في عام 1967. توجد هذه الطفرة بشكل شائع بتردد عالٍ بين سكان الأميش. وجدت دراسات أحدث أن الطفرة ليست معزولة عن سكان الأميش، ولكنها موجودة أيضًا في السكان العمانيين.

## الأعراض
لا تتميز هذه المتلازمة بالتشنج وضعف الأطراف السفلية فحسب، بل تشمل أيضًا عسر التلفظ، والتخلف العقلي أو تأخرًا طفيفًا في النمو، وضمورًا عضليًا.

### الأعراض الجسدية
يبدو أن المصابين يعانون من صعوبة في المشي، ويلاحظون مشية خرقاء ومتشنجة تتفاقم مع مرور الوقت. تشمل بعض الأعراض الجسدية الشائعة الأخرى فرط نمو عظم الفك، وأصابع القدم المطرقية، وتشوهات في اليد والقدم، وعظمة القدم الجوفاء.

### الإدراك
قد تؤثر التحديات الإدراكية، بما في ذلك تأخر النمو وصعوبة الأداء الدراسي، على الأفراد المصابين بهذه المتلازمة.

### الفحص العصبي
قد يُظهر الفحص العصبي للأفراد المصابين بهذه الطفرة خللًا في القياس في الأطراف العلوية، وفرطًا في ردود الفعل، وضمورًا عضليًا في الأطراف البعيدة، ورمعًا في الكاحل، بالإضافة إلى التشنج والضعف وخلل التلفظ.

### التصوير التشخيصي
قد تظهر دودة المخيخ بضمور خفيف وفقدان في حجم المادة البيضاء.

### خلال فترة الحياة
تشوهات الوجه والملامح الهيكلية الدقيقة شائعة لدى الأطفال الصغار. تتفاقم الحالة تدريجيًا، حيث تظهر أعراض التشنج والضمور العضلي البعيد بشكل أكبر في سنوات المراهقة. التعبير عن جين SPG20 لدى البالغين متواضع نسبيًا، إلا أنه منتشر على نطاق واسع في الجهاز العصبي. خلصت المقارنة الطولية للتصوير بالرنين المغناطيسي إلى وجود تطور في المتلازمة؛ وبالتالي، يبدو أن الحالة تتفاقم بمرور الوقت.